# Jedward

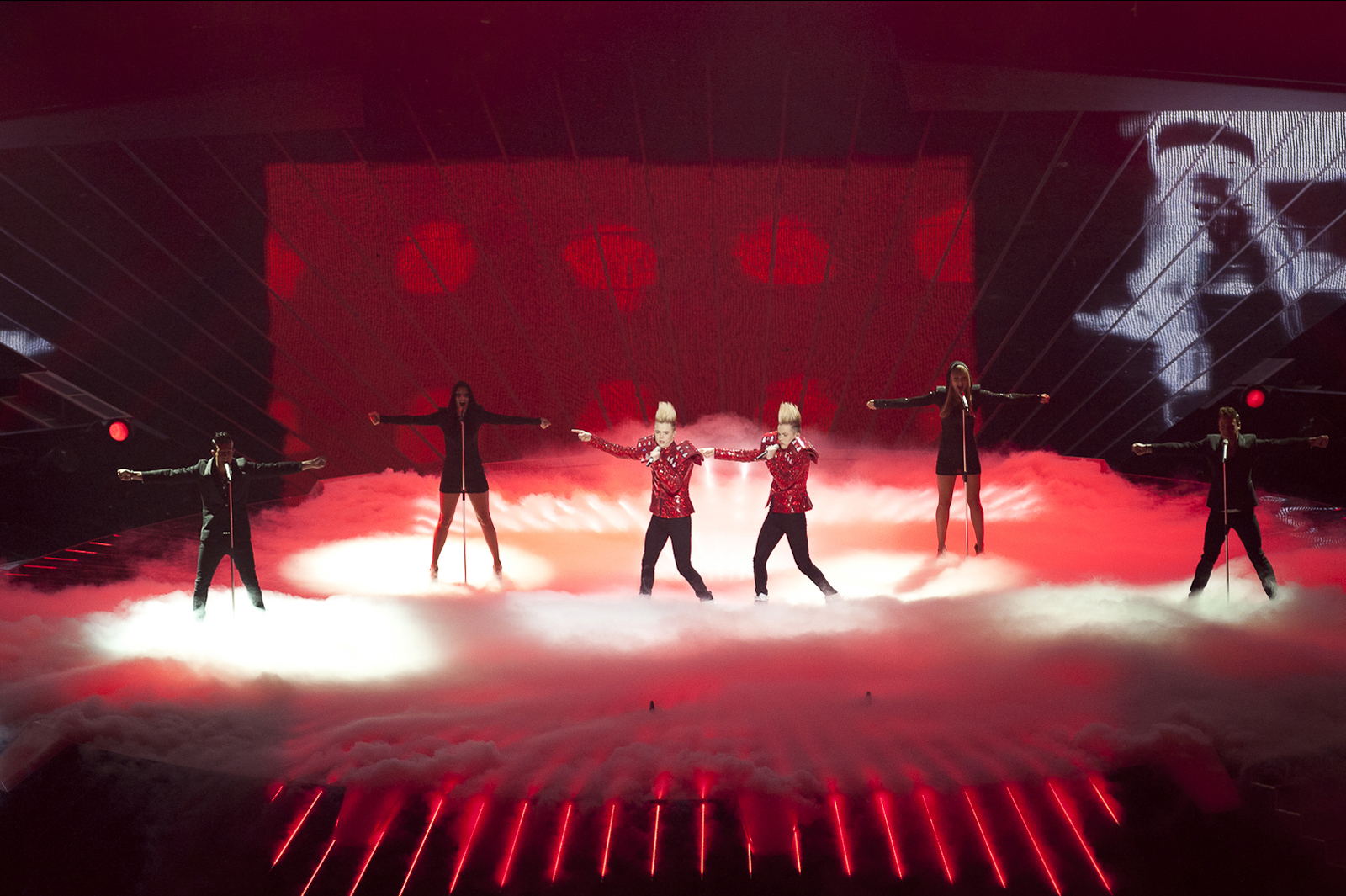
Jedward em 2011 no festival Eurovisão da canção

John Paul Henry Daniel Richard Grimes e Edward Peter Anthony Kevin Patrick Grimes (nascidos em Dublin, Irlanda, 16 de outubro de 1991) é um duo irlandês de pop-rap. Eles são irmãos gêmeos que cantam sob o nome de Jedward. Apareceram como John & Edward na sexta temporada do programa britânico The X Factor em 2009.

## The X Factor
Em 2009, eles entraram no programa The X Factor, ficando em sexto lugar, o que causou polêmica entre o público. A imprensa britânica e até mesmo o primeiro-ministro britânico Gordon Brown se manifestou de maneira desfavorável à sua atuação, enquanto outras celebridades, como Robbie Williams, Shakira e The Black Eyed Peas, deram  o seu apoio. John e Edward permaneceram sete semanas no programa e abandonaram a 22 de novembro. Músicas cantadas em The X Factor:
- Episódio 1: Robbie Williams – "Rock DJ"
- Episódio 2: Britney Spears – "Oops!... I Did It Again"
- Episódio 3: Ricky Martin – "She Bangs"
- Episódio 4: Ray Parker Jr. – "Ghostbusters"
- Episódio 5: Queen – "We Will Rock You"
- Episódio 6: David Bowie, Queen, Vanilla Ice – "Under Pressure/Ice Ice Baby"
- Episódio 7: Wham – "I'm Your Man"/"Wham! Rap"

## Festival Eurovisão da Canção
Foram escolhidos para representar a Irlanda no Festival Eurovisão da Canção 2011 com a canção "Lipstick" e terminaram em 8.º lugar na final.
Foram novamente escolhidos para representar a República da Irlanda em 2012 com a canção "Waterline".

## Discografia

### Álbuns
- 2010: Planet Jedward
- 2011: Victory
- 2012: Young Love

### Singles
- 2010: Under Pressure (Ice Ice Baby)
- 2010: All the Small Things
- 2011: Lipstick
- 2011: Bad Behaviour
- 2011: Wow Oh Wow
- 2012: Waterline
- 2012: Put Your Green Cape On
- 2012: Luminous
- 2012: Young Love